# Bonneuil-Matours
Bonneuil-Matours is een gemeente in het Franse departement Vienne (regio Nouvelle-Aquitaine) en telt 1887 inwoners (2004). De plaats maakt deel uit van het arrondissement Châtellerault.

## Geografie
De oppervlakte van Bonneuil-Matours bedraagt 43,2 km², de bevolkingsdichtheid is 43,7 inwoners per km².
De onderstaande kaart toont de ligging van Bonneuil-Matours met de belangrijkste infrastructuur en aangrenzende gemeenten.

## Demografie
Onderstaande figuur toont het verloop van het inwonertal (bron: INSEE-tellingen).